# Alejandro de Castro Casal
Alejandro de Castro y Casal (La Coruña, 23 de abril de 1812 - Zarauz, 6 de julio de 1881) fue un político y diplomático español.
Fue diputado por la circunscripción de Pontevedra en varias legislaturas entre 1850 y 1876; 
presidente del congreso entre 23 de diciembre de 1864 y 20 de febrero de 1865; 
ministro de Ultramar durante un breve periodo en 1864 y también en 1866-67, de Hacienda en 1865 y de Estado en este mismo año durante el reinado de Isabel II; nuevamente ministro de Estado en 1875 e interinamente de Fomento durante la enfermedad del titular Manuel Orovio Echagüe, ya en el reinado de Alfonso XII; 
y senador por la provincia de Pontevedra en 1876 y vitalicio desde 1877.
Sirvió también como embajador en Roma y Lisboa.
| Predecesor: Antonio de los Ríos Rosas              | Presidente del Congreso 23 de diciembre de 1864 - 20 de febrero de 1865                                  | Sucesor: Martín Belda y Mencía del Barrio             |
| Predecesor: Manuel García Barzanallana             | Ministro de Hacienda 20 de febrero de 1865 - 21 de junio de 1865                                         | Sucesor: Manuel Alonso Martínez                       |
| Predecesor: Eusebio CalongeMariano Roca de Togores | Ministro de Estado 9 de junio de 1867 - 27 de junio de 18675 de enero de 1875 - 12 de septiembre de 1875 | Sucesor: Lorenzo Arrazola GarcíaEmilio Alcalá Galiano |
| Predecesor: Francisco PermanyerLeopoldo O'Donnell  | Ministro de Ultramar 17 de enero de 1864 - 1 de marzo de 186410 de julio de 1866 - 9 de junio de 1867    | Sucesor: Diego López BallesterosCarlos Marfori        |